# Gustav Adolf von der Schulenburg

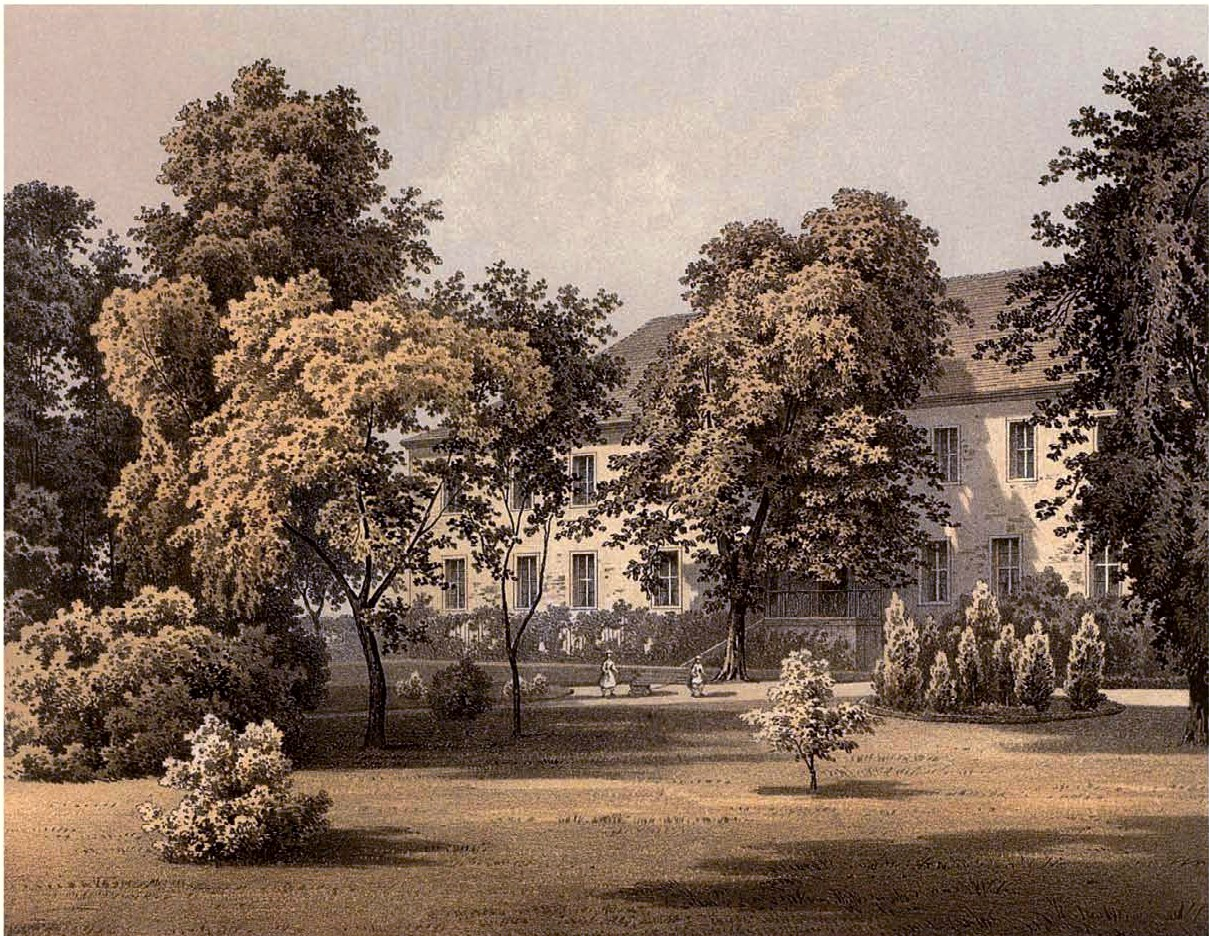
Rittergut Emden im 19. Jahrhundert, Sachsen-Anhalt

Gustav Adolf Freiherr von der Schulenburg (* 4. Oktober 1632 in Altenhausen; † 27. September 1691 in Halle (Saale)) war kurbrandenburgischer Geheimrat, Kammerpräsident und Erbherr auf Emden.

## Familie

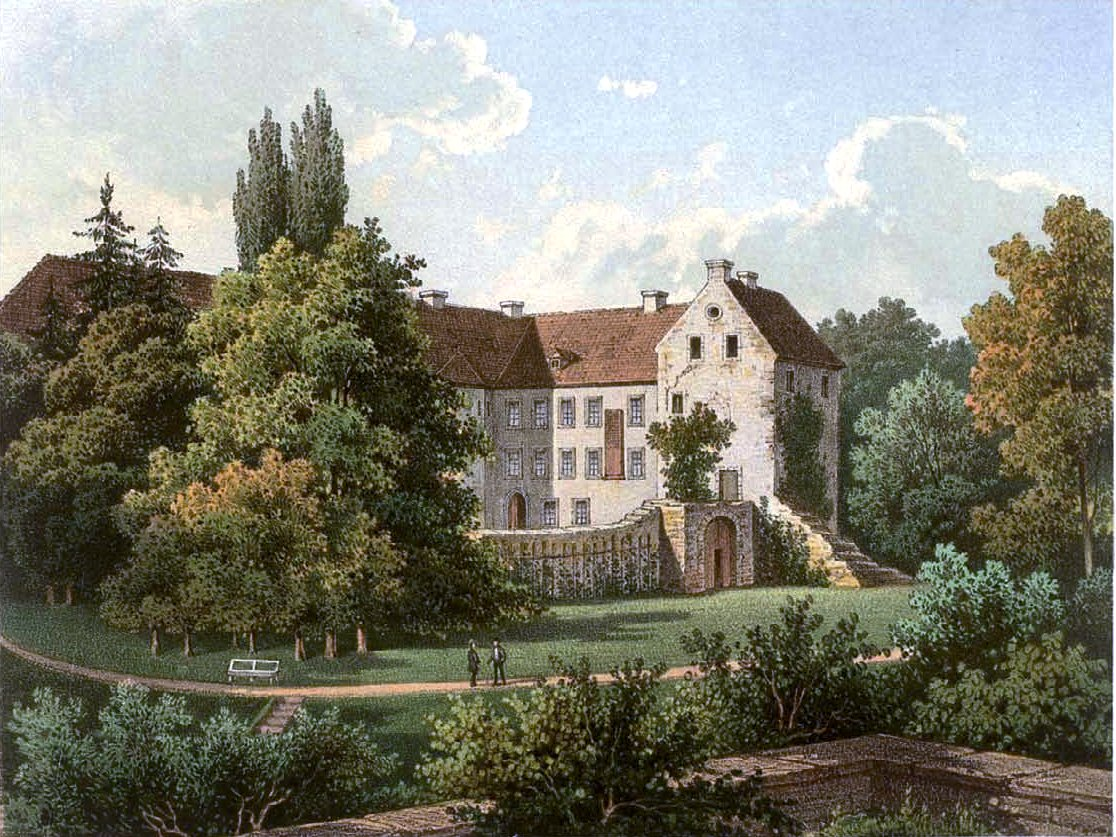
Schloss Altenhausen, Sachsen-Anhalt

Er wurde als Sohn des Oberhauptmanns des Holzkreises, einem Zögling des Humanisten Johannes Caselius und Mitglied der Fruchtbringenden Gesellschaft („der Salzhafte“), Matthias von der Schulenburg (1578–1656) und dessen Ehefrau Margarete Schenck von Flechtingen geboren.
Aus seiner Ehe mit Petronella Ottilie von Schwencken (* 1637; † 20. April 1674) gingen u. a. folgende Kinder hervor:
- Margarete Gertrud (* 25. November 1659; † 5. August 1697) ⚭ Friedrich Achaz von der Schulenburg (* 3. Mai 1647; † 25. Mai 1701)
- Matthias Johann (1661–1747), Feldmarschall, ab 1715 erster Graf von der Schulenburg
- Daniel Bodo (* 21. Dezember 1662; † 15. Dezember 1732), kursächsischer Generalleutnant
- Melusine (1667–1743), Mätresse des braunschweig-lüneburgischen Kurfürsten und englischen Königs Georg I.
- Margarethe Gertrude Sophie Juliane (1668–1753) ⚭ Rabe Christoph Graf von Oeynhausen (1655–1748)
- Charlotte Katharine
- August
- Anna Elisabeth (1673–1725) ⚭ Georg Friedrich von Spörcken (Eltern von Friedrich von Spörcken)
- Charlotte (* 1674)

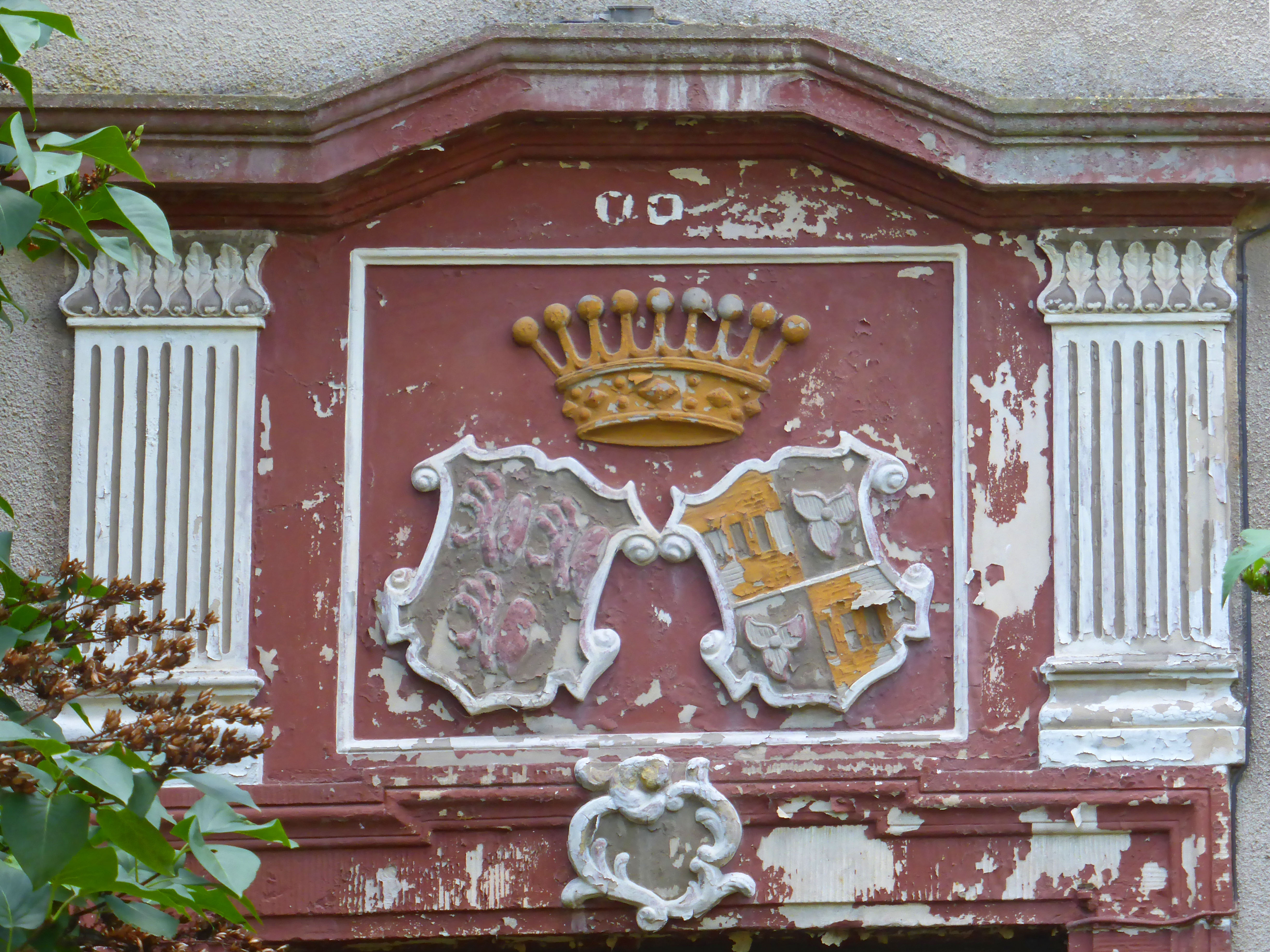
Allianzwappen von der Schulenburg / von Stammer am Gutshaus Emden

Mit seiner zweiten Frau Anna Elisabeth von Stammer (* 1657; † 30. Dezember 1722) hatte er u. a.:
- Friedrich Wilhelm (* 24. Januar 1680; † 13. Januar 1720), königlich-britischer Kammerherr
- Johanne Auguste (1687–1748) ⚭ Werner Ludwig Spiegel von Peckelsheim
- Dorothea Elisabeth
- Dorothea Christiane

## Leben
Gustav Adolf studierte in Helmstedt und Tübingen und übernahm nach dem Kriegsdienst das väterliche Gut Emden. Er war Kriegskommissarium und später Mitglied im engeren Ausschuss der brandenburgischen Regierung. Friedrich Wilhelm ernannte ihn zum Hauptmann der halberstädter Ämter Krottorf (heute Ortsteil von Gröningen) und Gatersleben.
Unter dem Gesellschaftsnamen Der Hebende wurde er als Mitglied in die Fruchtbringende Gesellschaft aufgenommen.